# Ménagère (ustensile de cuisine)
 (février 2010).
Si vous disposez d'ouvrages ou d'articles de référence ou si vous connaissez des sites web de qualité traitant du thème abordé ici, merci de compléter l'article en donnant les références utiles à sa vérifiabilité et en les liant à la section « Notes et références ».
Pour les articles homonymes, voir Ménagère.
La ménagère de table est un ensemble de petits récipients, contenant des épices ou assaisonnements, regroupés sur un même support.

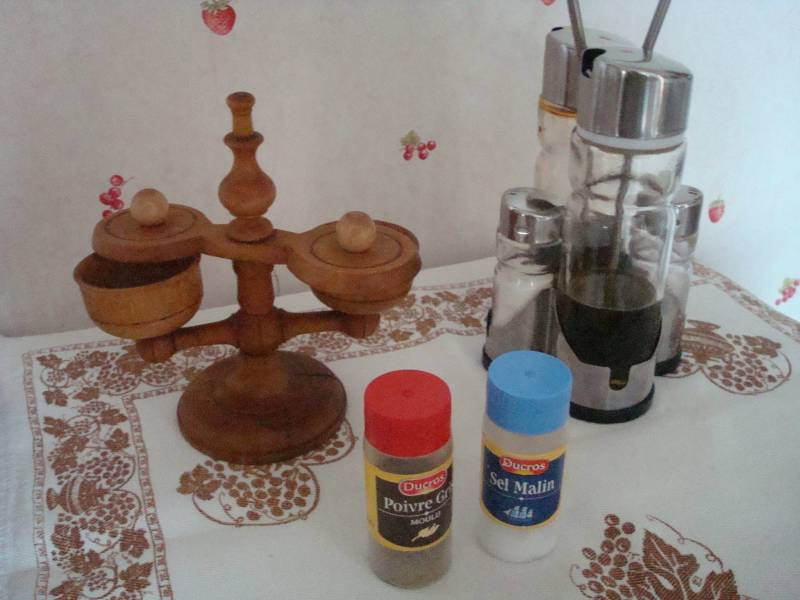
Ménagère bois (sel-poivre), ménagère contemporaine (sel-poive-huile-vinaigre).

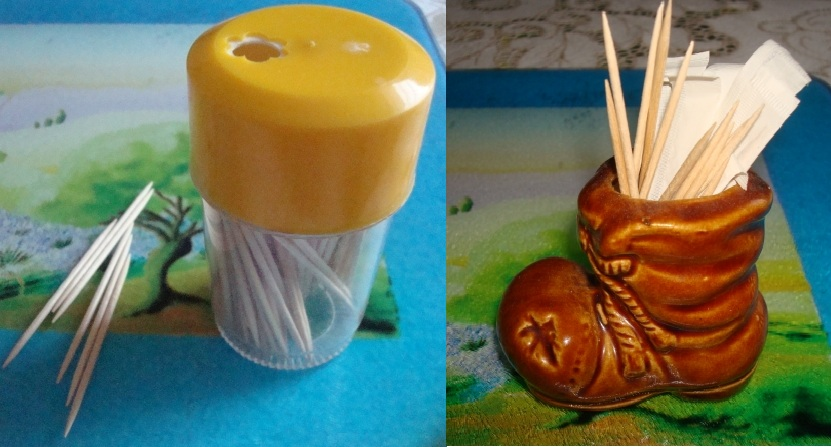
Service à cure-dent.

La ménagère la plus simple et la plus diffusée est le couple « salière et poivrière », uni sur un même support de divers matériaux (bois, verre, métal, céramique, combinaison de plusieurs matières, etc.).
Dans les restaurants, on trouve le plus souvent  le trio « sel-poivre-moutarde » ou « sel-poivre-cure-dents ».
Plus complet, surtout en Italie, on trouve le quatuor « sel-poivre-huile-vinaigre » (la moutarde n’étant pas un assaisonnement très en vogue dans les autres pays latins).
- Salière et poivrière, sont généralement de contenance égale (soit environ 0,04 dm3), ce qui représente 50 g de sel et 20 g de poivre.

- Huilier et vinaigrier, sont généralement d’une contenance de 0,16 à 0,20 dm3.